# Le Vilhain

Le Vilhain este o comună în departamentul Allier din centrul Franței. În 1 ianuarie 2022 avea o populație de 269 de locuitori.